# Soundmodul
Ein Soundmodul, auch Expander oder Racksynthesizer, ist ein externer elektronischer Klangerzeuger ohne spielbare Schnittstelle, wie etwa eine Klaviatur. Um es zu spielen, ist es deshalb nötig, es mit einem MIDI-fähigen Gerät anzusteuern, entweder mit einem Controller – etwa einem Masterkeyboard – oder einem Sequenzer.

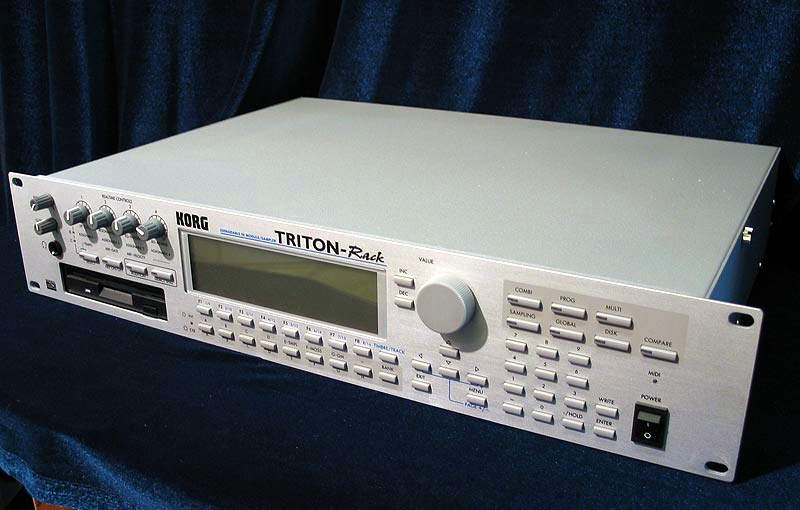
Korg Triton Soundmodul (für Rackmontage)

Viele Synthesizer, Hardwaresampler, E-Drums oder Instrument-Emulatoren sind (auch) als Soundmodule erhältlich, was v. a. für Studiomusiker von Vorteil ist, weil sie bereits über ein MIDI-Keyboard verfügen, und mit der Soundmodul-Version Geld und Platz sparen können.
Die meisten Soundmodule haben eine genormte Breite und Schraubgewinde, damit man sie stapelweise in ein Rack, einem speziellen Ständer für musikalische Geräte, einbauen kann. Vereinzelt gibt es auch Soundmodule, die man in herkömmliche Personal Computer integrieren kann, wie z. B. den Synthesizer Waldorf Microwave PC, der in einen Schacht für Disketten- oder CD-Laufwerke eingesetzt wird. Einige Modelle sind auch für den Liveeinsatz optimiert und bieten daher funktionsspezifische Regler und Steuerungselemente, etwa die Hammond-Orgel-Emulatoren VK-8M von Roland und Ferrofish (B4000+), die beide über die typischen Zugriegel verfügen.

## Hintergrund
Die Geschichte des Synthesizers beginnt mit Soundmodulen: Erste kommerzielle Synthesizer wie der Moog Modular waren Modularsysteme, die eine aus Schaltmodulen zusammengestellte Klangerzeugung über Steuerspannungen steuerten, die wiederum von einer separaten Klaviatur erzeugt wurden. Die Modularsysteme erwiesen sich aber nicht als sehr bühnentauglich; als Antwort auf den Wunsch von Live-Musikern nach einem transportablen, kompakten und zuverlässigen Instrument entwickelte Bob Moog den Minimoog. In der Folge setzten sich Synthesizer als Einheit von Tastatur und Klangerzeugung durch.

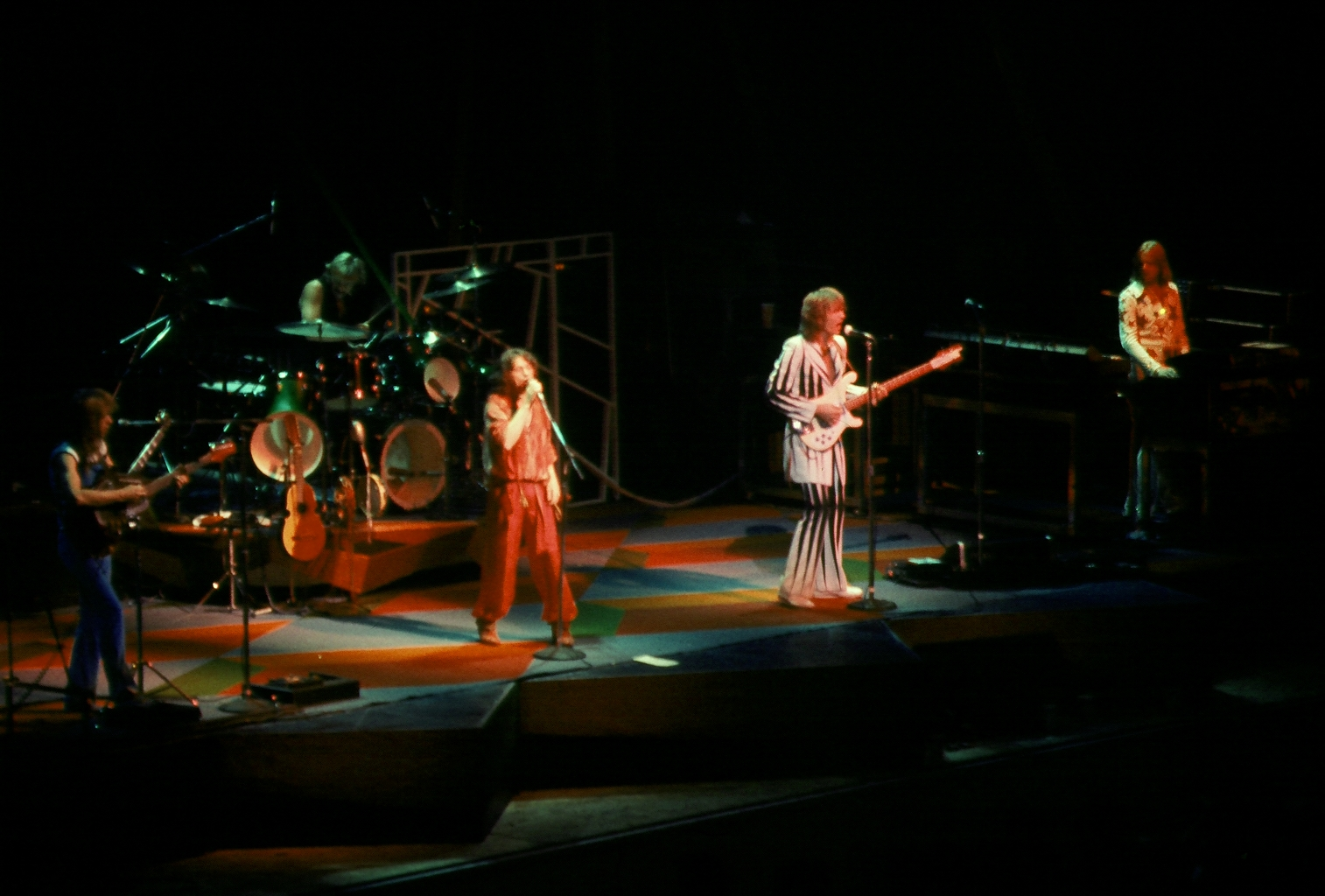
Rick Wakemans Keyboardburg bei einem Konzert der Gruppe Yes 1977

Das stellte Live-Musiker allerdings vor ein neues Problem: Wenn sie mehrere Synthesizer einsetzen wollten, was unter anderem im Progressive Rock der 70er typisch war, türmten die Synthesizer sich zu regelrechten „Keyboardburgen“ auf, da es technisch schwierig bis unmöglich war, die Klangerzeuger über eine gemeinsame Klaviatur zu steuern.
1983 kam die MIDI-Schnittstelle zur Ansteuerung von elektronischen Klangerzeugern auf –- und revolutionierte die Bühnentechnik: Es war jetzt einfach möglich, eine einzelne Klaviatur als Masterkeyboard einzusetzen und alle Klangerzeuger darüber fernzusteuern. Dies ließ eine Nachfrage nach reinen Soundmodulen entstehen, die Firmen dazu brachten, Expander-Versionen ihrer Synthesizer anzubieten, beispielsweise Yamahas TX-816 als Modul-Version des DX7 oder Oberheim mit dem Matrix-6R (das R stand für „Rack“).
Die Rack-Varianten ließen sich außerdem günstiger anbieten: Als Oberheim zunehmend in finanzielle Bedrängnis geriet, brachte der Hersteller mit dem Matrix-1000 einen reinen Rack-Synthesizer auf den Markt.

## Ersatz durch Software-Synthesizer
Ihre weiteste Verbreitung hatten die Soundmodule in der ersten Hälfte der 90er Jahre. Danach verlagerte sich die Produktion immer weiter in Software-Synthesizer auf dem Computer selbst (Native Processing). Vielfach werden Hardware-Soundmodule wegen der stetig steigenden Rechenleistung heute als Software-Versionen veröffentlicht, die nahezu die gleiche Klangerzeugung bieten; so bietet das Unternehmen Arturia, das sowohl Hardware- als auch Software-Synthesizer anbietet, den Microfreak als Hardware im Paket mit einem Software-Synthesizer-Plugin an.
Teilweise kommen auch sogenannte Hybrid-Systeme auf den Markt, die sowohl eine Integration in das Computer-Setup erlauben, als auch separat – ohne Computer – zum Beispiel auf der Bühne verwendet werden können. Ein Beispiel für ein Hybrid-System ist die Roland Fantom-Serie, die mittels USB-Anschluss mit dem Computer verbunden werden kann und dadurch auch Total-Recall ermöglicht.

## Eigenbau-Soundmodule
Da weiterhin ein Bedarf für platzsparende Soundmodule besteht, Hersteller aber neue Hardware-Synthesizer häufig nur in einer Tastatur-Variante anbieten, gibt es zahlreiche Umbau-Projekte zur Umwandlung dieser Geräte in Soundmodul-Versionen, beispielsweise eine Korg-Opsix-Desktopversion oder zum Einbau eines Arturia Microbrute in ein Eurorack-Modularsystem.